# Twiztid

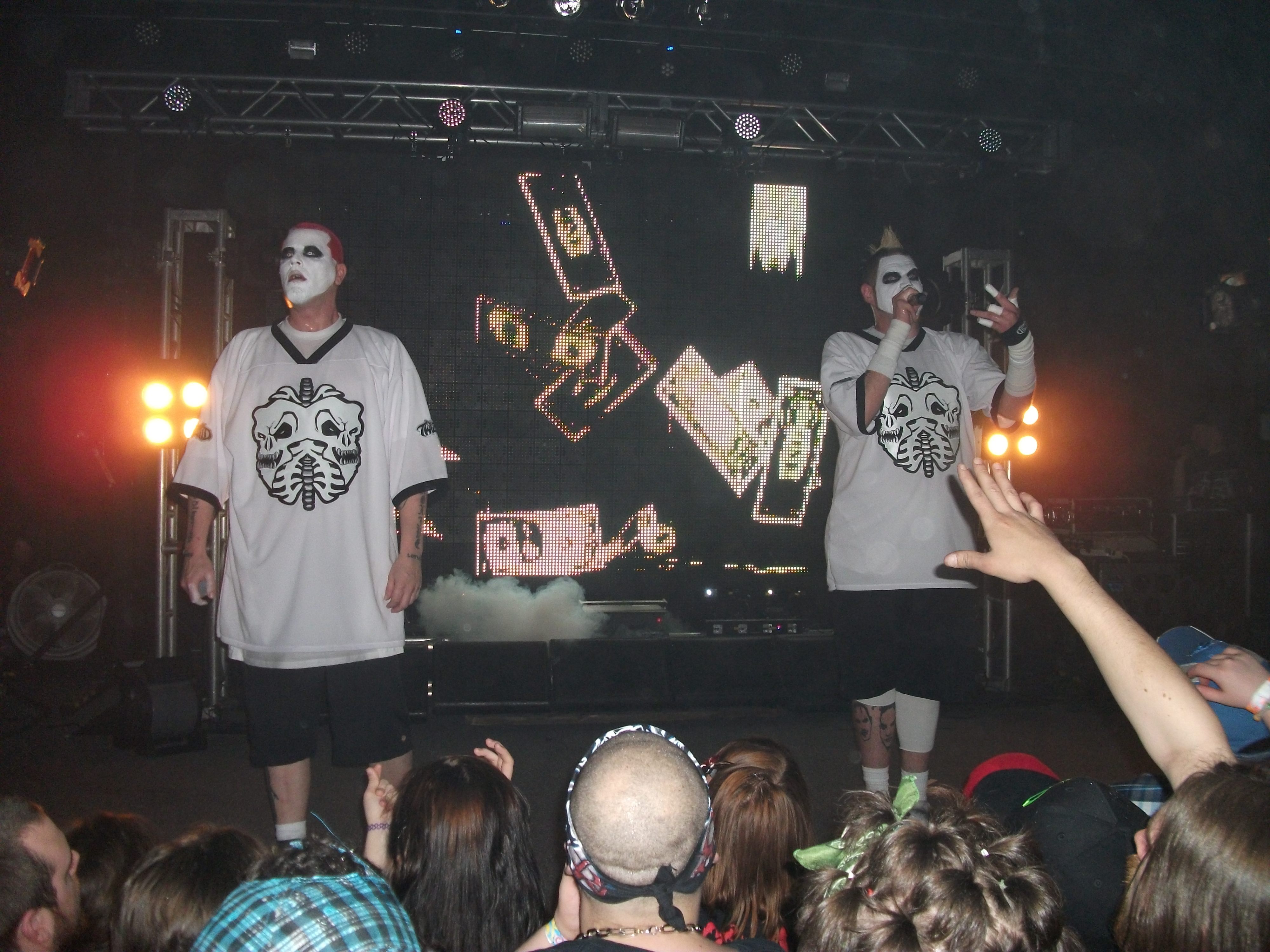
Twiztid, 2013

Twiztid ist ein US-amerikanisches Hip-Hop/Horrorcore-Duo aus Michigan, bestehend aus Jamie Madrox und Monoxide Child, das 1997 gegründet wurde.

## Werdegang
Sie besteht aus Jamie Madrox (James Spaniolo) und Monoxide Child (Paul Methric), beides ehemalige Mitglieder der Detroiter Untergrund-Truppe House of Krazees. Sie sind Freunde der Insane Clown Posse und wurden bekannt, als sie von diesen auf Tournee mitgenommen wurden. Im Jahr 1998 brachten sie ihr erstes Album Mostasteless heraus, das in der 99er-Version ein USA-weiter Hit wurde. Ähnlich gut verkaufte sich ihr Album von 2003, The Green Book. Daneben gehören Twiztid zur Psychopathic-Records-Allstargruppe Dark Lotus.

## Diskografie

### Studioalben
| Jahr | Titel                                  | Höchstplatzierung, Gesamtwochen, AuszeichnungChartsChartplatzierungen (Jahr, Titel, Platzierungen, Wochen, Auszeichnungen, Anmerkungen) | Anmerkungen |
| Jahr | Titel                                  | US | Anmerkungen |
| ---- | -------------------------------------- | --- | ----------- |
| 1999 | Mostasteless                           | US149 (1 Wo.)US |             |
| 2000 | Freek Show                             | US51 (2 Wo.)US |             |
| 2003 | The Green Book                         | US52 (3 Wo.)US |             |
| 2005 | Man’s Myth Vol. 1                      | US62 (2 Wo.)US |             |
| 2005 | Mutant (Vol. 2)                        | US80 (1 Wo.)US |             |
| 2007 | Independents Day                       | US57 (2 Wo.)US |             |
| 2009 | W.I.C.K.E.D.                           | US11 (3 Wo.)US |             |
| 2010 | Heartbroken & Homicidal                | US29 (2 Wo.)US |             |
| 2012 | Abominationz                           | US18 (2 Wo.)US |             |
| 2015 | The Darkness                           | US29 (1 Wo.)US |             |
| 2017 | The Continuous Evilution of Life’s ?’s | US28 (1 Wo.)US |             |
| 2019 | Generation Nightmare                   | US51 (1 Wo.)US |             |

### Kompilationen
| Jahr | Titel                               | Höchstplatzierung, Gesamtwochen, AuszeichnungChartsChartplatzierungen (Jahr, Titel, Platzierungen, Wochen, Auszeichnungen, Anmerkungen) | Anmerkungen |
| Jahr | Titel                               | US | Anmerkungen |
| ---- | ----------------------------------- | --- | ----------- |
| 2004 | Cryptic Collection 3                | US85 (1 Wo.)US |             |
| 2011 | Cryptic Collection Vol. 4           | US108 (2 Wo.)US |             |
| 2016 | Mutant Remixed & Remastered         | US114 (1 Wo.)US |             |
| 2017 | Twiztid Presents: Year of the Sword | US81 (1 Wo.)US |             |

Weitere Kompilationen
- 1999: Psychopathics from Outer Space (mit Insane Clown Posse)
- 2000: Cryptic Collection
- 2001: Cryptic Collection Vol. 2
- 2003: Psychopathics from Outer Space 2
- 2004: Chainsmoker LP (Monoxide Solo)
- 2006: Phatso (Jamie Madrox Solo)
- 2006: Cryptic Collection: Halloween Edition
- 2007: Psychopathics from Outer Space 3
- 2009: Cryptic Collection: Holiday Edition
- 2011: A Cut-Throat Christmas
- 2012: Kronik Collection
- 2017: Cryptic Collection: Valentine’s Day Edition
- 2018: Cryptic Collection: Bongs & Blunts
- 2018: 15 Years of Fright Fest
- 2018: Cryptic Collection: VIP Edition
- 2019: Dont Play This 4 Any1!

### EPs
| Jahr | Titel         | Höchstplatzierung, Gesamtwochen, AuszeichnungChartsChartplatzierungen (Jahr, Titel, Platzierungen, Wochen, Auszeichnungen, Anmerkungen) | Anmerkungen |
| Jahr | Titel         | US | Anmerkungen |
| ---- | ------------- | --- | ----------- |
| 2002 | Mirror Mirror | US103 (1 Wo.)US |             |

Weitere EPs
- 2003: 4 the Fam
- 2003: Fright Fest 2003
- 2005: Fright Fest 2005
- 2008: Toxic Terror
- 2009: End of Days
- 2011: American Psycho (mit Insane Clown Posse)
- 2014: Get Twiztid
- 2016: Trapped (GOTJ 2016 Edition)
- 2017: Psychomania
- 2018: Trick or Treat
- 2020: Back 2 The 80s

### Mixtapes
| Jahr | Titel           | Höchstplatzierung, Gesamtwochen, AuszeichnungChartsChartplatzierungen (Jahr, Titel, Platzierungen, Wochen, Auszeichnungen, Anmerkungen) | Anmerkungen |
| Jahr | Titel           | US | Anmerkungen |
| ---- | --------------- | --- | ----------- |
| 2013 | A New Nightmare | US115 (1 Wo.)US |             |

Weitere Mixtapes
- 2014: For the Fam Volume 2